# Partecipanti alla Milano-Sanremo 2024
Elenco dei partecipanti alla Milano-Sanremo 2024.
La Milano-Sanremo 2024 è la centoquindicesima edizione della corsa. Alla competizione presero parte 25 squadre: le diciotto iscritte all'UCI World Tour 2024, e sette squadre invitate dell'UCI Continental Team.
Ciascuna delle squadre è composta da sette ciclisti, per un totale di 175 ciclisti.

## Corridori per squadra
| Alpecin-Deceuninck              | Alpecin-Deceuninck              | Alpecin-Deceuninck              | Arkéa-B&B Hotels          | Arkéa-B&B Hotels          | Arkéa-B&B Hotels          | Astana Qazaqstan Team         | Astana Qazaqstan Team         | Astana Qazaqstan Team         |
| ------------------------------- | ------------------------------- | ------------------------------- | ------------------------- | ------------------------- | ------------------------- | ----------------------------- | ----------------------------- | ----------------------------- |
| 1                               | Mathieu van der Poel            | 10º                             | 11                        | Arnaud Démare             | 43º                       | 21                            | Simone Velasco                | 25º                           |
| 2                               | Silvan Dillier                  | 163º                            | 12                        | Vincenzo Albanese         | 24º                       | 22                            | Samuele Battistella           | 22º                           |
| 3                               | Søren Kragh Andersen            | 31º                             | 13                        | Clément Champoussin       | 129º                      | 23                            | Cees Bol                      | 150º                          |
| 4                               | Axel Laurance                   | 75º                             | 14                        | Mathis Le Berre           | 104º                      | 24                            | Evgenij Fëdorov               | 91º                           |
| 5                               | Xandro Meurisse                 | 105º                            | 15                        | Thibault Guernalec        | 128º                      | 25                            | Michele Gazzoli               | 83º                           |
| 6                               | Jasper Philipsen                | 1º                              | 16                        | Łukasz Owsian             | 153º                      | 26                            | Aleksej Lucenko               | 114º                          |
| 7                               | Gianni Vermeersch               | 57º                             | 17                        | Miles Scotson             | 146º                      | 27                            | Christian Scaroni             | 36º                           |
| Bora-Hansgrohe                  | Bora-Hansgrohe                  | Bora-Hansgrohe                  | Cofidis                   | Cofidis                   | Cofidis                   | Corratec Vini Fantini         | Corratec Vini Fantini         | Corratec Vini Fantini         |
| 31                              | Danny van Poppel                | 101º                            | 41                        | Benjamin Thomas           | R                         | 51                            | Niccolò Bonifazio             | 68º                           |
| 32                              | Giovanni Aleotti                | 38º                             | 42                        | Thomas Champion           | 164º                      | 52                            | Davide Baldaccini             | 154º                          |
| 33                              | Nico Denz                       | 45º                             | 43                        | Nicolas Debeaumarché      | 159º                      | 53                            | Valerio Conti                 | 123º                          |
| 34                              | Patrick Gamper                  | 135º                            | 44                        | Simon Geschke             | 62º                       | 54                            | Lorenzo Quartucci             | 95º                           |
| 35                              | Marco Haller                    | 37º                             | 45                        | Stefano Oldani            | 98º                       | 55                            | Kristian Sbaragli             | 84º                           |
| 36                              | Ryan Mullen                     | 156º                            | 46                        | Harrison Wood             | 127º                      | 56                            | Kyrylo Carenko                | 78º                           |
| 37                              | Matteo Sobrero                  | 12º                             | 47                        | Axel Zingle               | 41º                       | 57                            | Marco Murgano                 | 155º                          |
| Decathlon AG2R La Mondiale Team | Decathlon AG2R La Mondiale Team | Decathlon AG2R La Mondiale Team | EF Education-EasyPost     | EF Education-EasyPost     | EF Education-EasyPost     | Groupama-FDJ                  | Groupama-FDJ                  | Groupama-FDJ                  |
| 61                              | Benoît Cosnefroy                | 20º                             | 71                        | Alberto Bettiol           | 5º                        | 81                            | Stefan Küng                   | 23º                           |
| 62                              | Edvald Boasson Hagen            | 97º                             | 72                        | Andrey Amador             | 148º                      | 82                            | Sven Erik Bystrøm             | 52º                           |
| 63                              | Oliver Naesen                   | 106º                            | 73                        | Jonas Rutsch              | 92º                       | 83                            | Lorenzo Germani               | 152º                          |
| 64                              | Dries De Bondt                  | 110º                            | 74                        | Harry Sweeny              | 79º                       | 84                            | Quentin Pacher                | 19º                           |
| 65                              | Sander De Pestel                | 130º                            | 75                        | Yuhi Todome               | 94º                       | 85                            | Laurence Pithie               | 15º                           |
| 66                              | Andrea Vendrame                 | 74º                             | 76                        | Michael Valgren           | 100º                      | 86                            | Clément Russo                 | 124º                          |
| 67                              | Lawrence Warbasse               | 109º                            | 77                        | Marijn van den Berg       | 59º                       | 87                            | Samuel Watson                 | 80º                           |
| Ineos Grenadiers                | Ineos Grenadiers                | Ineos Grenadiers                | Intermarché-Wanty         | Intermarché-Wanty         | Intermarché-Wanty         | Israel-Premier Tech           | Israel-Premier Tech           | Israel-Premier Tech           |
| 91                              | Filippo Ganna                   | 40º                             | 101                       | Biniam Girmay             | 27º                       | 111                           | Simon Clarke                  | 18º                           |
| 92                              | Michał Kwiatkowski              | 54º                             | 102                       | Lilian Calmejane          | 53º                       | 112                           | Guillaume Boivin              | 103º                          |
| 93                              | Jhonatan Narváez                | 35º                             | 103                       | Tom Paquot                | 162º                      | 113                           | Jakob Fuglsang                | 142º                          |
| 94                              | Thomas Pidcock                  | 11º                             | 104                       | Dion Smith                | 58º                       | 114                           | Hugo Houle                    | 77º                           |
| 95                              | Luke Rowe                       | 131º                            | 105                       | Mike Teunissen            | 61º                       | 115                           | Ethan Vernon                  | 90º                           |
| 96                              | Ben Swift                       | 113º                            | 106                       | Gijs Van Hoecke           | 144º                      | 116                           | Riley Sheehan                 | 107º                          |
| 97                              | Salvatore Puccio                | R                               | 107                       | Georg Zimmermann          | 39º                       | 117                           | Corbin Strong                 | 17º                           |
| Lidl-Trek                       | Lidl-Trek                       | Lidl-Trek                       | Lotto Dstny               | Lotto Dstny               | Lotto Dstny               | Movistar Team                 | Movistar Team                 | Movistar Team                 |
| 121                             | Mads Pedersen                   | 4º                              | 131                       | Maxim Van Gils            | 7º                        | 141                           | Davide Cimolai                | 149º                          |
| 122                             | Jacopo Mosca                    | 132º                            | 132                       | Cédric Beullens           | 93º                       | 142                           | Jon Barrenetxea               | 42º                           |
| 123                             | Ryan Gibbons                    | 136º                            | 133                       | Victor Campenaerts        | 29º                       | 143                           | Carlos Canal                  | 49º                           |
| 124                             | Alex Kirsch                     | 102º                            | 134                       | Jasper De Buyst           | R                         | 144                           | Lorenzo Milesi                | 87º                           |
| 125                             | Jonathan Milan                  | 69º                             | 135                       | Jarrad Drizners           | R                         | 145                           | Manlio Moro                   | 126º                          |
| 126                             | Toms Skujiņš                    | 32º                             | 136                       | Pascal Eenkhoorn          | 70º                       | 146                           | Sergio Samitier               | 160º                          |
| 127                             | Jasper Stuyven                  | 8º                              | 137                       | Jacopo Guarnieri          | 147º                      | 147                           | Gonzalo Serrano               | 26º                           |
| Soudal Quick-Step               | Soudal Quick-Step               | Soudal Quick-Step               | Team DSM-Firmenich PostNL | Team DSM-Firmenich PostNL | Team DSM-Firmenich PostNL | Team Jayco AlUla              | Team Jayco AlUla              | Team Jayco AlUla              |
| 151                             | Julian Alaphilippe              | 9º                              | 161                       | Kevin Vermaerke           | 48º                       | 171                           | Michael Matthews              | 2º                            |
| 152                             | Kasper Asgreen                  | 16º                             | 162                       | Patrick Bevin             | R                         | 172                           | Lucas Hamilton                | 118º                          |
| 153                             | Mattia Cattaneo                 | 76º                             | 163                       | Pavel Bittner             | 82º                       | 173                           | Alessandro De Marchi          | 117º                          |
| 154                             | Josef Černý                     | 143º                            | 164                       | Romain Combaud            | 72º                       | 174                           | Luke Durbridge                | 157º                          |
| 155                             | Luke Lamperti                   | 108º                            | 165                       | Alexander Edmondson       | R                         | 175                           | Michael Hepburn               | R                             |
| 156                             | Gianni Moscon                   | 55º                             | 166                       | Chris Hamilton            | 64º                       | 176                           | Davide De Pretto              | 28º                           |
| 157                             | Casper Pedersen                 | 13º                             | 167                       | Martijn Tusveld           | 151º                      | 177                           | Luke Plapp                    | 65º                           |
| Team Polti Kometa               | Team Polti Kometa               | Team Polti Kometa               | Team Visma-Lease a Bike   | Team Visma-Lease a Bike   | Team Visma-Lease a Bike   | Tudor Pro Cycling Team        | Tudor Pro Cycling Team        | Tudor Pro Cycling Team        |
| 181                             | Giovanni Lonardi                | 86º                             | 191                       | Christophe Laporte        | R                         | 201                           | Matteo Trentin                | 21º                           |
| 182                             | Davide Bais                     | 81º                             | 192                       | Olav Kooij                | 14º                       | 202                           | Alexander Kamp                | 161º                          |
| 183                             | Mattia Bais                     | 122º                            | 193                       | Johannes Staune-Mittet    | 60º                       | 203                           | Petr Kelemen                  | 140º                          |
| 184                             | Germán Darío Gómez              | 139º                            | 194                       | Tosh Van Der Sande        | 141º                      | 204                           | Arthur Kluckers               | R                             |
| 185                             | Mirco Maestri                   | 44º                             | 195                       | Mick van Dijke            | 119º                      | 205                           | Alexander Krieger             | 138º                          |
| 186                             | Andrea Pietrobon                | R                               | 196                       | Tim van Dijke             | 158º                      | 206                           | Marius Mayrhofer              | 111º                          |
| 187                             | Diego Sevilla                   | 51º                             | 197                       | Julien Vermote            | 137º                      | 207                           | Rick Pluimers                 | R                             |
| UAE Team Emirates               | UAE Team Emirates               | UAE Team Emirates               | Uno-X Mobility            | Uno-X Mobility            | Uno-X Mobility            | VF Group-Bardiani CSF-Faizanè | VF Group-Bardiani CSF-Faizanè | VF Group-Bardiani CSF-Faizanè |
| 211                             | Tadej Pogačar                   | 3º                              | 221                       | Alexander Kristoff        | 85º                       | 231                           | Davide Gabburo                | 96º                           |
| 212                             | Alessandro Covi                 | 115º                            | 222                       | Jonas Abrahamsen          | 34º                       | 232                           | Filippo Magli                 | 50º                           |
| 213                             | Isaac Del Toro                  | 73º                             | 223                       | Fredrik Dversnes          | 47º                       | 233                           | Martin Marcellusi             | 116º                          |
| 214                             | Marc Hirschi                    | 112º                            | 224                       | Stian Fredheim            | 89º                       | 234                           | Alessio Martinelli            | 67º                           |
| 215                             | Domen Novak                     | 125º                            | 225                       | Odd Christian Eiking      | 33º                       | 235                           | Alessandro Tonelli            | 66º                           |
| 216                             | Diego Ulissi                    | 71º                             | 226                       | Jonas Hvideberg           | 134º                      | 236                           | Enrico Zanoncello             | 88º                           |
| 217                             | Tim Wellens                     | 56º                             | 227                       | Søren Wærenskjold         | 133º                      | 237                           | Samuele Zoccarato             | 63º                           |
| Bahrain Victorious              |                                 |                                 |                           |                           |                           |                               |                               |                               |
| 241                             | Matej Mohorič                   | 6º                              |                           |                           |                           |                               |                               |                               |
| 242                             | Nikias Arndt                    | 46º                             |                           |                           |                           |                               |                               |                               |
| 243                             | Nicolò Buratti                  | 120º                            |                           |                           |                           |                               |                               |                               |
| 244                             | Matevž Govekar                  | 145º                            |                           |                           |                           |                               |                               |                               |
| 245                             | Fran Miholjević                 | 121º                            |                           |                           |                           |                               |                               |                               |
| 246                             | Andrea Pasqualon                | 99º                             |                           |                           |                           |                               |                               |                               |
| 247                             | Fred Wright                     | 30º                             |                           |                           |                           |                               |                               |                               |